# Carl Florman

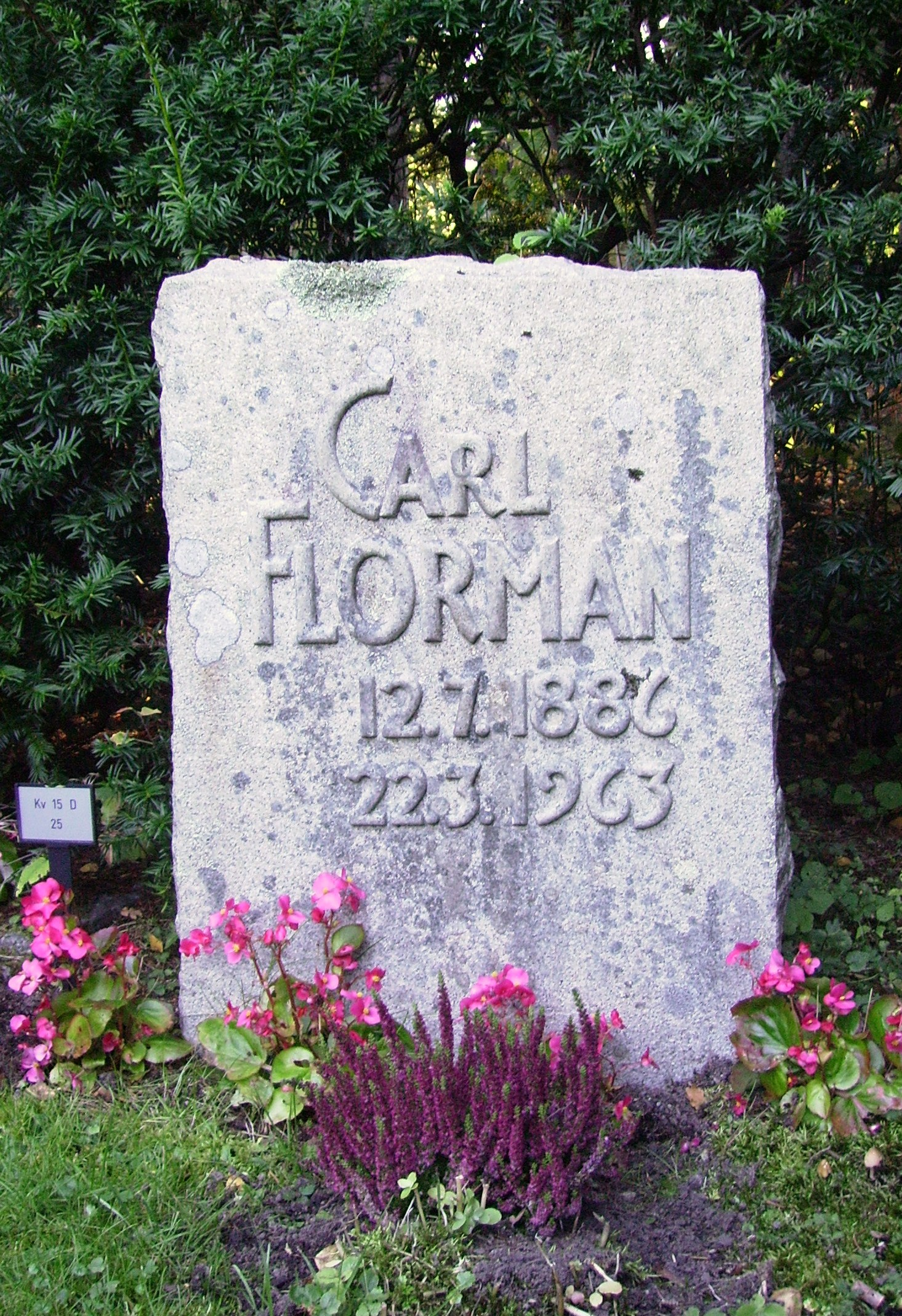
Carl Flormans grav på Norra begravningsplatsen i Solna kommun.

Gustaf Fredrik Carl Florman, född 12 juli 1886 i Stockholm, död 22 mars 1963 i Stockholm, var en svensk direktör och militär.
Han var son till löjtnant Gösta Florman och grevinnan Ida Bonde samt bror till direktören Adrian Florman och kusin till flygaren Bertil Florman. År 1919 gifte han sig med Alice Cervin, som var dotter till bankiren Carl Cervin och Alice Dickson. 
År 1908 blev Florman underlöjtnant vid Svea artilleriregemente, 1914 löjtnant vid flygvapnet och var 1914-18 kommenderad till Tyskland för att studera det tyska flygvapnet. Åren 1922-23 var han flygattaché vid ambassaden i London.
År 1924 stiftade han AB Aerotransport och blev dess VD.
Carl Florman har fått en gata uppkallad efter sig i Bulltofta Friluftsstad i Malmö, intill området där Bulltofta Flygplats förut låg.